# 夕張山地
夕張山地（ゆうばりさんち）とは、北海道中央部にそびえる山地（山塊）の名称である。夕張山脈とも。

## 石炭と夕張山地
夕張山地は極浅い炭層を有する石狩炭田とほぼ一致しており、1960年代まで日本の重工業（道内では室蘭市の製鉄業、函館市の造船業等）を支えた炭鉱街を数多く抱えている。
主な炭鉱街としては以下が上げられる。
- 夕張市
  - 北炭夕張・真谷地・新夕張・登川・楓・平和、三菱大夕張・南大夕張、北菱鹿島
- 芦別市
  - 三井芦別、三菱芦別
- 美唄市
  - 三菱美唄、茶志内、三井美唄
- 三笠市
  - 北炭幌内・幾春別・住友奔別・弥生
- 赤平市
  - 北炭赤間、住友赤平、雄別茂尻
- 歌志内市
  - 北炭空知、住友上歌志内
- 上砂川町
  - 三井砂川
- 奈井江町
  - 三井奈井江
- 栗沢町
  - 北炭万字、美流渡

## 夕張山地を構成する山岳
北部山岳より記す。小数点以下が記載された座標は最高点に位置する三角点の座標。三角点の等級は本来漢数字であるが、再配列可能な表のためアラビア数字で表記している。
| 名称                                             | 標高                      | 三角点 | 点名     | 位置                                                                | 源流                                   |
| ------------------------------------------------ | ------------------------- | ------ | -------- | ------------------------------------------------------------------- | -------------------------------------- |
| 赤平山                                           | 364.6 m                   | 3等    | 上赤平   | 北緯43度32分03秒 東経142度02分59秒 / 北緯43.53417度 東経142.04972度 | 空知川 ペンケウタシナイ川              |
| 神威岳                                           | 467.4 m                   | 3等    | 神威岳   | 北緯43度31分08秒 東経142度00分23秒 / 北緯43.51889度 東経142.00639度 | ナエ川 中ナエ川 ペンケウタシナイ川     |
| 西山                                             | 543.1 m                   | 2等    | 西山     | 北緯43度28分44秒 東経142度03分08秒 / 北緯43.47889度 東経142.05222度 | パンケウタシナイ川 西山沢川            |
| 番ノ沢山                                         | 740.5 m                   | 3等    | 番ノ沢   | 北緯43度27分06秒 東経142度05分46秒 / 北緯43.45167度 東経142.09611度 | 炭山川 八月沢川                        |
| 御料山                                           | 621.9 m                   | 3等    | 御料境   | 北緯43度26分52秒 東経142度01分15秒 / 北緯43.44778度 東経142.02083度 | パンケウタシナイ川 豊沼奈江川          |
| 辺毛山                                           | 811.0 m                   | 3等    | 辺毛山   | 北緯43度26分11秒 東経142度04分21秒 / 北緯43.43639度 東経142.07250度 | 八月沢川 パンケウタシナイ川 豊沼奈江川 |
| 金剛岳                                           | 700.9 m                   | 2等    | 金剛岳   | 北緯43度26分04秒 東経142度12分11秒 / 北緯43.43444度 東経142.20306度 | 芦別川 野花南川                        |
| 奈井江岳 (芦奈江岳)                              | 915 m                     | --     | --       | 北緯43度25分02秒 東経142度03分06秒 / 北緯43.41722度 東経142.05167度 | 奈井江川 豊沼奈江川 八月沢川           |
| 美唄山                                           | 986.6 m                   | 1等    | 美唄山   | 北緯43度24分04秒 東経142度03分00秒 / 北緯43.40111度 東経142.05000度 | 奈井江川 美唄川 幌子芦別川             |
| 烏帽子岳                                         | 758.3 m                   | 3等    | 烏帽子岳 | 北緯43度23分53秒 東経142度12分18秒 / 北緯43.39806度 東経142.20500度 | サキペンベツ川 野花南川                |
| 夕暎山                                           | 846.3 m                   | 3等    | 夕暎山   | 北緯43度23分53秒 東経142度16分14秒 / 北緯43.39806度 東経142.27056度 | 野花南川 不徳沢                        |
| 尻岸馬内山                                       | 772.1 m                   | 2等    | 尻岸馬山 | 北緯43度23分10秒 東経142度19分23秒 / 北緯43.38611度 東経142.32306度 | 空知川                                 |
| 来霧岳                                           | 640.0 m                   | 3等    | 来霧岳   | 北緯43度23分08秒 東経142度13分54秒 / 北緯43.38556度 東経142.23167度 | 小滝の沢川                             |
| 野花南岳                                         | 905.8 m                   | 3等    | 野花南岳 | 北緯43度22分58秒 東経142度17分24秒 / 北緯43.38278度 東経142.29000度 | 野花南川 サキペンベツ川 尻岸馬内川     |
| 足引山                                           | 830.1 m                   | 3等    | 足引山   | 北緯43度21分31秒 東経142度03分36秒 / 北緯43.35861度 東経142.06000度 | 美唄川 幌子芦別川 奔別川               |
| 多聞岳                                           | 788.2 m                   | 3等    | 多聞岳   | 北緯43度20分34秒 東経142度12分08秒 / 北緯43.34278度 東経142.20222度 | 多聞川 惣顔真布川                      |
| 境山                                             | 849.5 m                   | 3等    | 境山     | 北緯43度19分49秒 東経142度03分31秒 / 北緯43.33028度 東経142.05861度 | 幌子芦別川 奔別川 キムン芦別川         |
| 奔別岳                                           | 823 m                     | --     | --       | 北緯43度19分05秒 東経142度02分58秒 / 北緯43.31806度 東経142.04944度 | 奔別川 キムン芦別川                    |
| 富良野西岳                                       | 1,330.9m                  | 1等    | 下富良野 | 北緯43度18分33秒 東経142度18分42秒 / 北緯43.30917度 東経142.31167度 | 八線川                                 |
| 惣顔真布                                         | 929.1 m                   | 2等    | 惣顔真布 | 北緯43度18分28秒 東経142度12分12秒 / 北緯43.30778度 東経142.20333度 | 惣顔真布川 惣芦別川                    |
| 布部岳                                           | 1,338m                    | --     | --       | 北緯43度17分49秒 東経142度17分27秒 / 北緯43.29694度 東経142.29083度 | 十線川                                 |
| 中天狗                                           | 1,316.8m                  | 3等    | 中天狗   | 北緯43度17分21秒 東経142度16分11秒 / 北緯43.28917度 東経142.26972度 | --                                     |
| 崕山                                             | 1,057m                    | --     | --       | 北緯43度16分57秒 東経142度14分01秒 / 北緯43.28250度 東経142.23361度 | --                                     |
| 松籟山                                           | 1284m                     | --     | --       | 北緯43度16分44秒 東経142度17分54秒 / 北緯43.27889度 東経142.29833度 | 十八線川                               |
| 御茶々岳                                         | 1,331m                    | --     | --       | 北緯43度16分03秒 東経142度17分20秒 / 北緯43.26750度 東経142.28889度 | 惣芦別川                               |
| 槙柏山                                           | 1,184m                    | --     | --       | 北緯43度15分41秒 東経142度17分53秒 / 北緯43.26139度 東経142.29806度 | --                                     |
| 礼振峰                                           | 1,049.6 m                 | 3等    | 礼振峰   | 北緯43度15分21秒 東経142度13分35秒 / 北緯43.25583度 東経142.22639度 | 惣芦別川 芦別川                        |
| 夕張中岳                                         | 1,493 m                   | --     | --       | 北緯43度15分09秒 東経142度15分21秒 / 北緯43.25250度 東経142.25583度 | --                                     |
| 芦別岳                                           | 1,726.1m                  | 2等    | 礼振岳   | 北緯43度14分09秒 東経142度17分01秒 / 北緯43.23583度 東経142.28361度 | 芦別川 勇振川                          |
| ポントナシベツ岳                                 | 1,682 m                   | --     | --       | 北緯43度13分33秒 東経142度16分43秒 / 北緯43.22583度 東経142.27861度 | 芦別川 夕張川 ポントナシベツ川         |
| シューパロ岳                                     | 1,436 m                   | --     | --       | 北緯43度13分26秒 東経142度14分50秒 / 北緯43.22389度 東経142.24722度 | 芦別川 夕張川                          |
| 幾春別岳                                         | 1,068m (三角点は1,062.5m) | 2等    | 幾春別岳 | 北緯43度13分37秒 東経142度09分34秒 / 北緯43.22694度 東経142.15944度 | 左股沢                                 |
| 鉢盛山                                           | 1,453m                    | --     | --       | 北緯43度11分52秒 東経142度17分03秒 / 北緯43.19778度 東経142.28417度 | 夕張川                                 |
| ニレシ岳 (夕張マッターホルン) (シューパロ天狗岳) | 1,415.2 m                 | 2等    | 天狗岩   | 北緯43度10分11秒 東経142度15分14秒 / 北緯43.16972度 東経142.25389度 | --                                     |
| 吉凶岳                                           | 1,208m                    | --     | --       | 北緯43度08分31秒 東経142度17分15秒 / 北緯43.14194度 東経142.28750度 | --                                     |
| 幌向岳                                           | 836.3 m                   | 2等    | 幌向岳   | 北緯43度08分37秒 東経142度02分29秒 / 北緯43.14361度 東経142.04139度 | 幌向川 幾春別川 夕張川                 |
| 社満射岳                                         | 1,062.5 m                 | 1等    | 杜満射岳 | 北緯43度08分00秒 東経142度31分27秒 / 北緯43.13333度 東経142.52417度 | 空知川 ポロカトマム川                  |
| 滝ノ沢岳 (姫岳)                                  | 1,353m                    | --     | --       | 北緯43度06分58秒 東経142度13分01秒 / 北緯43.11611度 東経142.21694度 | --                                     |
| 小夕張岳                                         | 1,234 m                   | --     | --       | 北緯43度06分35秒 東経142度16分59秒 / 北緯43.10972度 東経142.28306度 | --                                     |
| 夕張岳                                           | 1,667.7m                  | 1等    | 夕張岳   | 北緯43度05分59秒 東経142度15分04秒 / 北緯43.09972度 東経142.25111度 | ペンケモユーパロ川 穴の沢川            |
| 老根別山                                         | 910.6 m                   | 2等    | 老根別   | 北緯43度05分50秒 東経142度21分53秒 / 北緯43.09722度 東経142.36472度 | 三点の沢川 ラウネベツ川 パンケアラヤ川 |
| 三角山                                           | 769.6 m                   | 1等    | 夕張炭山 | 北緯43度05分40秒 東経141度59分04秒 / 北緯43.09444度 東経141.98444度 | 志幌加別川 幌向川                      |
| 屏風山                                           | 1,260.8m                  | 3等    | 屏風山   | 北緯43度03分28秒 東経142度16分58秒 / 北緯43.05778度 東経142.28278度 | シマフルベツ川 ラウネベツ川            |
| 雨霧山                                           | 509.0 m                   | 2等    | 鬼奥峠   | 北緯42度57分53秒 東経141度57分10秒 / 北緯42.96472度 東経141.95278度 |                                        |
| 右左府山                                         | 932.3 m                   | 2等    | 右左府   | 北緯42度53分12秒 東経142度22分44秒 / 北緯42.88667度 東経142.37889度 | 沙流川 鵡川                            |
| 主府久                                           | 1,017.9 m                 | 3等    | 主府久   | 北緯42度52分52秒 東経142度18分46秒 / 北緯42.88111度 東経142.31278度 | 沙流川 鵡川                            |
| 佐主岳                                           | 618.5 m                   | 1等    | 佐主岳   | 北緯42度51分57秒 東経142度05分17秒 / 北緯42.86583度 東経142.08806度 | 厚真川 石山の沢川 シークルキ川         |
| クオベツ山                                       | 505.9 m                   | 2等    | 九尾別山 | 北緯42度51分02秒 東経141度59分34秒 / 北緯42.85056度 東経141.99278度 | クオーベツ川 於兎牛沢川 ショロマ川     |
| 坊主山                                           | 790.5 m                   | 2等    | 坊子山   | 北緯42度50分55秒 東経142度13分40秒 / 北緯42.84861度 東経142.22778度 | 穂別川 鵡川                            |
| ハッタオマナイ岳                                 | 1,021.1 m                 | 1等    | 辺富内   | 北緯42度50分49秒 東経142度18分47秒 / 北緯42.84694度 東経142.31306度 | パンケポロカアンベ沢川 仁世宇川        |
| 宿弗山                                           | 867.1 m                   | 3等    | 宿弗     | 北緯42度48分24秒 東経142度18分24秒 / 北緯42.80667度 東経142.30667度 | --                                     |
| オピラルカ山                                     | 407.5 m                   | 2等    | 帯裸加   | 北緯42度48分18秒 東経142度05分43秒 / 北緯42.80500度 東経142.09528度 | パンケセタ川 学校沢川                  |
| 振内山                                           | 740.3 m                   | 2等    | 振内山   | 北緯42度46分20秒 東経142度18分58秒 / 北緯42.77222度 東経142.31611度 | オソスケナイ川 仁世宇川                |

## 夕張山地の地形と歴史
- 夕張山地は日高山脈の成因となった千島列島前弧が北海道に衝突した時にできた海洋地殻のしわとされている。
- 夕張岳は海洋地殻のかけらや様々な変成岩を取り込んだ蛇紋岩からなる。
- 崕山は山頂部2 kmにわたって石灰岩の岩壁を見せている。
- 夕張山地は「夕張山脈」として言及されることもあるが、山脈のように細長い地形ではないため山地と呼ばれる。

## 夕張山地の植物
- 夕張岳はユウバリコザクラ、ユウバリソウなどの10種類以上の固有植物がある。
- 芦別岳は固有植物はないもののチョウノスケソウやシコタンソウ、エゾルリソウ、ユキワリソウなどの希少植物が分布している。
- 崕山にはキリギシソウというキンポウゲ科の新種が発見された。またオオヒラウスユキソウ、ミヤマビャクシン、ホテイアツモリソウ、キバナアツモリソウなどの希少植物が分布している。

## 山小屋
- 芦別岳 - ユーフレ小屋(避難小屋)
- 夕張岳 - 夕張岳ヒュッテ